# Wu Wenjun
Wu Wenjun (cinese tradizionale 吳文俊, cinese semplificato 吴文俊; Shanghai, 12 maggio 1919 – Pechino, 7 maggio 2017) è stato un matematico cinese, conosciuto per i suoi contributi in geometria differenziale, topologia e geometria computazionale.

## Biografia
Nato a Shanghai da una famiglia originaria di Zhejiang, si laureò presso l'Università Nazionale di Chiao Tung (l'odierna Università Jiao Tong di Shanghai) nel 1940. Cinque anni dopo insegnò per alcuni mesi all'Università Hangchow, poi fusasi con l'Università di Zhejiang, a Hangzhou.
Con la volontà di approfondire ulteriormente le proprie conoscenze, nel 1947 si recò in Francia per studiare all'Università di Strasburgo. Ottenne il dottorato di ricerca due anni dopo, con una tesi elaborata sotto la direzione scientifica di Charles Ehresmann. Successivamente si stabilì temporaneamente a Parigi per lavorare assieme a René Thom e fu l'inventore delle classi di Wu e scopritore della formula (formula di Wu) che le collega alle classi di Stiefel–Whitney. A seguito della fuga di Chiang Kai-Shek sull'isola di Taiwan nel 1949 fu probabilmente richiamato in patria dal governo cinese, secondo le testimonianze oculari di Marcel Berger, in quanto sparì improvvisamente dalla capitale francese senza avvisare alcuna persona. Nel 1951 fu quindi assegnato all'Università di Pechino.
La sua ricerca si focalizzò principalmente nei campi della topologia algebrica, geometria algebrica, teoria dei giochi, storia della matematica e dimostrazione automatica di teoremi. Le classi di Wu e la formula di Wu furono chiamate così in suo onore. Nell'ambito della dimostrazione automatica di teoremi fu noto per aver ideato il metodo di Wu.
Per i suoi contributi nel campo della matematica, nel 1990 e nel 2006 ricevette rispettivamente il Premio TWAS ed il Premio Shaw. Assieme a Yuan Longping, nel 2000 gli fu conferito il prestigioso premio supremo nazionale delle scienze e tecnologie dal presidente Jiang Zemin.